# Libyostrongylus douglasi
Libyostrongylus douglasi är en rundmaskart som först beskrevs av Thomas Spencer Cobbold 1882.  Libyostrongylus douglasi ingår i släktet Libyostrongylus och familjen Trichostrongylidae. Inga underarter finns listade i Catalogue of Life.